# Democracia Regionalista de Castilla y León
Democracia Regionalista de Castilla y León (DRCL) es un partido español regionalista fundado en 1977 en Valladolid, si bien no se presentó a unas elecciones hasta las municipales de 1991, consiguiendo 4.986 votos (0,36%) y un total de 36 concejales en Castilla y León. 
Posteriormente, junto con otros grupos, dio origen al partido Unidad Regionalista de Castilla y León. Y, tras la desaparición de ésta, recupera sus siglas para, en 2015, presentar candidaturas por las provincias de León, Palencia y Valladolid a las Cortes de Castilla y León en las Elecciones Autonómicas, obteniendo 848 votos (0,06%); y en las Elecciones Municipales por Astorga, Cevico de la Torre, Hontoria de Cerrato, Membrillar, Aldeamayor de San Martín, Castrillo de Duero, Castromonte, El Campillo, Medina del Campo, Tordesillas, La Santa Espina y Valladolid, consiguiendo 1.221 votos (0,09%) y un total de 10 concejales (7 en la provincia de Palencia y 3 en la de Valladolid).
En enero de 2019 se refunda como Unión Regionalista.

## Resultados electorales

### Elecciones autonómicas (Castilla y León)
| Comicios | N.º de votos | %     | Procuradores |
| -------- | ------------ | ----- | ------------ |
| 2015     | 848          | 0,06% | 0/84         |

### Elecciones municipales
| Comicios | N.º de votos | %     | Concejales |
| -------- | ------------ | ----- | ---------- |
| 2015     | 1.221        | 0,09% | 10/67 611  |